# Episodi di Arcibaldo (prima stagione)
La prima stagione della serie televisiva Arcibaldo è stata trasmessa negli Stati Uniti d'America dal 12 gennaio al 6 aprile 1971 sulla CBS.
In Italia la stagione è andata in onda a partire dal 7 marzo 1983 su Canale 5. Gli episodi pilota sono inediti.

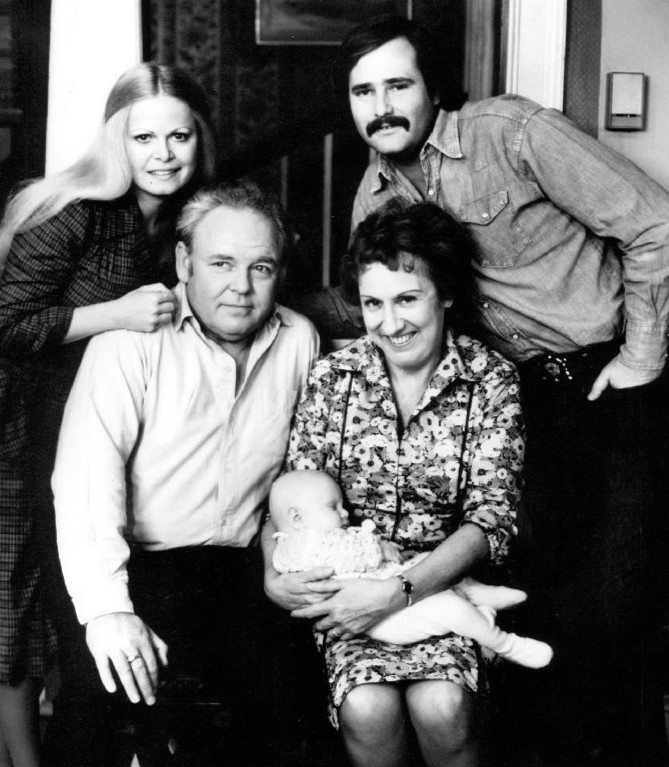
I Bunkers & gli Stivics: in piedi, Gloria (Sally Struthers) e Michael (Rob Reiner); seduti, Archie (Carroll O'Connor) e Edith (Jean Stapleton) con la piccola Joey.

## Episodi

### Episodi Pilota
| Titolo originale    | Traduzione titolo     | Anno di produzione | Prima TV USA | Prima TV Italia |
| ------------------- | --------------------- | ------------------ | ------------ | --------------- |
| Justice for all     | Giustizia per tutti   | 1968               | 2009         | 2010            |
| Those were the days | Quelli erano i giorni | 1969               | 1998         | 1999            |

### Prima stagione
| nº | Titolo originale                    | Titolo italiano                                | Prima TV USA     | Prima TV Italia |
| -- | ----------------------------------- | ---------------------------------------------- | ---------------- | --------------- |
| 1  | Meet the Bunkers                    | Ostacoli in serie                              | 12 gennaio 1971  | 7 marzo 1983    |
| 2  | Writing the President               | Lettere al Presidente                          | 19 gennaio 1971  | 8 marzo 1983    |
| 3  | Oh, My Aching Back                  | Oh, la mia povera schiena!                     | 26 gennaio 1971  | 9 marzo 1983    |
| 4  | Archie Gives Blood                  | Archie dona sangue                             | 2 febbraio 1971  | 1983            |
| 5  | Judging Books by Covers             | Giudicare i libri dalla copertina              | 9 febbraio 1971  | 1983            |
| 6  | Gloria Has a Belly Full             | Gloria è incinta                               | 16 febbraio 1971 | 1983            |
| 7  | Mike's Hippie Friends Come to Visit | Gli amici Hippie di Mike                       | 23 febbraio 1971 | 1983            |
| 8  | Lionel Moves Into the Neighborhood  | I nuovi vicini                                 | 2 marzo 1971     | 1983            |
| 9  | Edith Has Jury Duty                 | Edith nella giuria                             | 9 marzo 1971     | 1983            |
| 10 | Archie Is Worried About His Job     | Archie preoccupato per il lavoro               | 16 marzo 1971    | 1983            |
| 11 | Gloria Discovers Women's Lib        | Gloria si batte per la liberazione delle donne | 23 marzo 1971    | 1983            |
| 12 | Success Story                       | Storia di successo                             | 30 marzo 1971    | 1983            |
| 13 | The First and Last Supper           | La prima e l'ultima cena                       | 6 aprile 1971    | 1983            |